# 拉布河畔霍赫瑙
拉布河畔霍赫瑙是奥地利施蒂利亚州魏茨县的一个市镇。总面积37.8平方公里，总人口1371人，人口密度36.3人/平方公里（2005年）。